# Episodi di Common Law
La prima e unica stagione della serie televisiva Common Law è stata trasmessa dal canale via cavo statunitense USA Network dall'11 maggio al 10 agosto 2012.
In Italia è stata trasmessa in prima visione assoluta su Rai 3 a partire da sabato 22 giugno 2013., ma è stata sospesa senza trasmettere gli ultimi due episodi a causa dell'inizio del palinsesto autunnale. La serie è di nuovo in replica su Rai Premium dal 12 agosto 2014, e dal 27 agosto 2014 vengono trasmessi i due episodi ancora inediti.
In Italia l'episodio pilota è stato trasmesso diviso in due parti, con un montaggio diverso e dalla durata complessiva maggiore rispetto alla versione (ad episodio unico) americana. Gli episodi 1-10 sono andati in onda su Rai 3, i restanti due su Rai Premium.
| nº | Titolo originale    | Titolo italiano          | Prima TV USA   | Prima TV Italia   |
| -- | ------------------- | ------------------------ | -------------- | ----------------- |
| 1  | Pilot               | Terapia di coppia        | 11 maggio 2012 | 22 giugno 2013    |
| 1  | Pilot               | Il figlio del giudice    | 11 maggio 2012 | 6 luglio 2013     |
| 2  | Ride-Along          | Giro di pattuglia        | 18 maggio 2012 | 27 luglio 2013    |
| 3  | Soul Mates          | Anime gemelle            | 1º giugno 2012 | 10 agosto 2013    |
| 4  | Ex-Factor           | Il fattore ex            | 8 giugno 2012  | 24 agosto 2013    |
| 5  | The T Word          | F come fiducia           | 15 giugno 2012 | 7 settembre 2013  |
| 6  | Performance Anxiety | Due insoliti banditi     | 22 giugno 2012 | 3 agosto 2013     |
| 7  | Role Play           | Giochi di ruolo          | 29 giugno 2012 | 31 agosto 2013    |
| 8  | Joint Custody       | Custodia congiunta       | 13 luglio 2012 | 13 luglio 2013    |
| 9  | Odd Couples         | Il ladro e la scrittrice | 20 luglio 2012 | 20 luglio 2013    |
| 10 | In-Laws vs. Outlaws | Parenti e delinquenti    | 27 luglio 2012 | 14 settembre 2013 |
| 11 | Hot for Teacher     | Conflitto di interessi   | 3 agosto 2012  | 27 agosto 2014    |
| 12 | Gun!                | Vendetta                 | 10 agosto 2012 | 28 agosto 2014    |